# Yisroel ben Shmuel di Shklov
Yisroel ben Shmuel Ashkenazi di Shklov, in ebraico ישראל משקלוב‎? (Shklov, Voblasc' di Mahilëŭ, 1770 – Tiberiade, 22 maggio 1839), rabbino, halakhista e talmudista, fu rinomato commentatore del Talmud di Gerusalemme (Yerushalmi).
Parte di un gruppo di esegeti stabilitisi a Vilna per studiare con Elijah Gaon (1720–1797), stette con il Gaon per circa un anno.

## Biografia
Yisroel ottenne la fiducia del Gaon di Vilna e fu scelto per organizzare la pubblicazione del suo commentario alle prime due parti dello Shulchan Arukh . Quello della sezione Orach Chayim fu pubblicato a Shklov nel 1803. Yisroel pubblicò anche le note del suo maestro al Trattato Shekalim del Talmud di Gerusalemme, con un proprio commento dal titolo Taklin Chadtin  (Minsk, 1812). In seguito emigrò nella Palestina ottomana e divenne capo spirituale delle congregazioni tedesche e polacche di Safed e poi di Gerusalemme. Fu lì soprannominato "Ashkenazi" (il "Tedesco"), nome dato a tutti gli ebrei di origine tedesca, in contrapposizione ai sefarditi, ebrei originari della Spagna e del Portogallo.
Dopo una permanenza di parecchi anni in Terra santa, Yisroel ben Shmuel andò in Europa in qualità di ShaDaR (emissario dei rabbini), per raccogliere sussidi caritatevoli per gli ebrei palestinesi poveri residenti presso lo "Yishuv haYashan", ed in tale capacità viaggiò in Lituania e altre parti della Russia.

## Opere
Di ritorno in Palestina, Yisroel scrisse la sua opera principale, Pe'at ha-Shulchan, intesa come una sorta di supplemento allo  Shulchan Arukh, fornendo tutte le leggi agricole obbligatorie soltanto in Terra santa e omesse da Rabbi Joseph Caro nel suo codice. Incorporò inoltre in tale libro le note di Elijah, Gaon di Vilna al Trattato Zeraim del primo ordine della Mishnah, dando inoltre un proprio commentario voluminoso intitolato Beit Yisrael. L'opera fu pubblicata a Safed nel 1836 dalla casa editrice/tipografia di Yisrael ben Avraham Back.
Yisroel ben Shmuel è anche l'autore di Nachalah u-Menuchah, raccolta di responsa ebraici citata nella Beit Yisrael. Un resoconto del suo rabbinato a Gerusalemme è dato da Mendel ben Aaron, nella propria cronaca Kore ha-'Ittim (Vilna, 1840).